# 湯頓 (紐約州)
湯頓（英語：Taunton）是位於美國紐約州奧農達加縣的非建制地區。

## 地理
湯頓所處的海拔為高於海平面153米（即502英呎），而該地所採用的時區為UTC-5，即北美东部时区（EST）。同時該地設有夏令時間，為UTC-5調快一小時，即UTC-4（EDT）。